# Scopula punctilineata
Scopula punctilineata là một loài bướm đêm trong họ Geometridae.